# Schwellhai

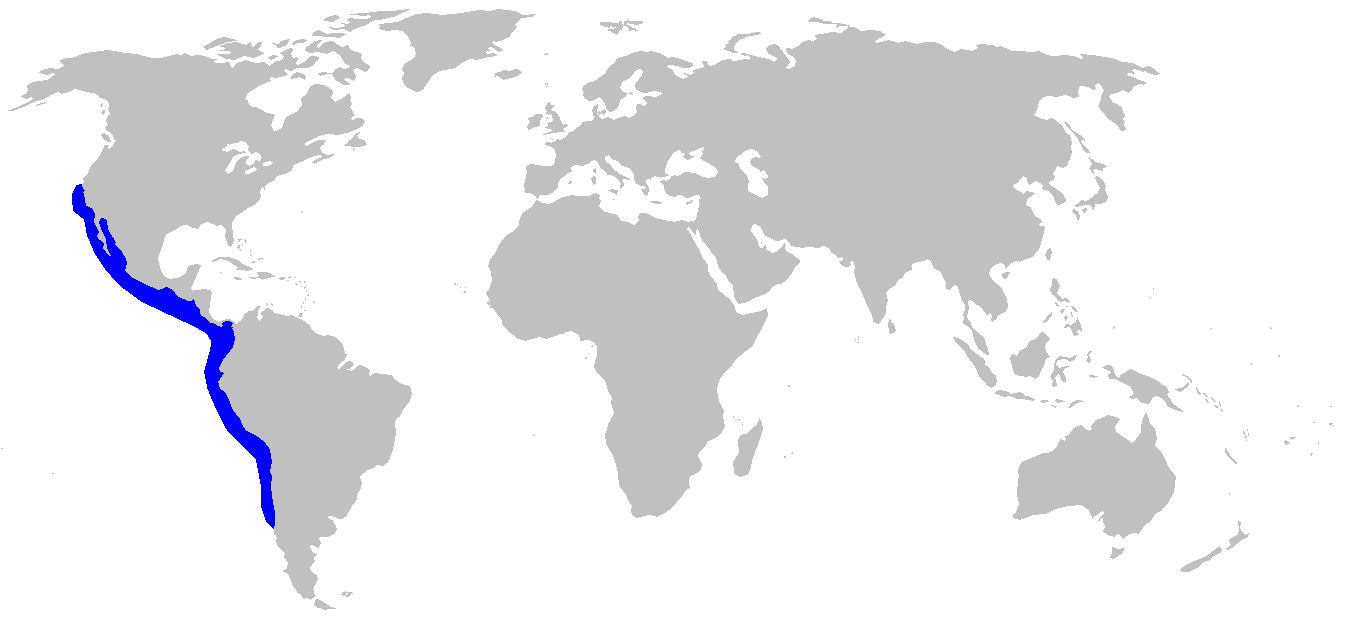
Verbreitungsgebiet

Der Schwellhai (Cephaloscyllium ventriosum) ist eine Art aus der Familie der Katzenhaie (Scyliorhinidae), der an der amerikanischen Pazifikküste vom mittleren Kalifornien (Monterey Bay) bis Mittelchile vorkommt.

## Merkmale
Der Schwellhai kann eine Körperlänge von einem Meter erreichen. Von oben und unten gesehen ist seine Schnauze sehr kurz und abgerundet. Die vorderen Nasenlappen sind breit, annähernd dreieckig und überlappen hinten das Maul. Das Maul ist groß und mit kleinen, zugespitzten Zähnen besetzt, die zum Festhalten großer Beute geeignet sind. Labialfurchen fehlen. Die zweite Rückenflosse ist kleiner als die erste. Die Klaspern sind kurz und dick. Die Färbung des Schwellhais ist variabel und von dunkelbraunen, sattelartigen Flecken, zahlreichen dunklen und hellen Flecken auf einer gelblich-braunen Grundfärbung geprägt. Die Unterseite ist gefleckt. Der Schwellhai kann seinen Magen mit Wasser (oder gefangen mit Luft) aufblasen, so dass der ganze Rumpf anschwillt (dt. Name).

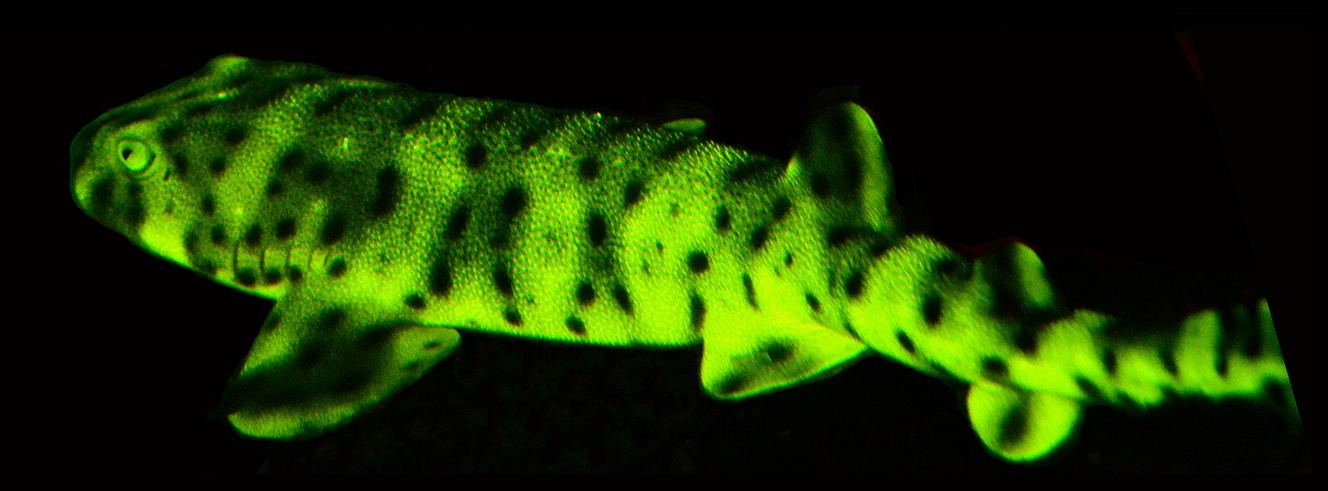
Biofloureszenzierender Schwellhai

Wie etliche Katzenhaie weist auch der Schwellhai durch Auflicht angeregte Biofluoreszenz ähnlich einer Biolumineszenz auf. Es gibt aktuelle Filmaufnahmen, die Biofluoreszenz (verteilt über den ganzen Körper) zeigen. Nachweisbar ist dies nur mit speziellem Licht.

## Lebensweise
Der Schwellhai lebt in gemäßigten und subtropischen Meeresregionen auf dem Kontinentalschelf, meist in Tiefen von 5 bis 37 Metern, maximal bis in einer Tiefe von etwa 450 Metern. Er kommt vor allem in felsigen, mit Algen oder Kelp bewachsenen Regionen vor. Den Tag verbringt der nachtaktive Schwellhai bewegungslos in Höhlen oder Felsspalten, oft zu mehreren Exemplaren, die in der Enge auch übereinander liegen können. Nachts schwimmt er auf Nahrungssuche träge und langsam über den Meeresboden. Der Schwellhai ernährt sich von lebenden oder toten Fischen, wahrscheinlich auch von verschiedenen Krebstieren. Da er wahrscheinlich nicht in der Lage ist, aktiv nach beweglicher Beute zu jagen, wird angenommen, dass er vor allem tagaktive Knochenfische fängt, die die Nacht schlafend auf dem Meeresboden verbringen und dann in ihrem Reaktionsvermögen eingeschränkt sind.
Der Schwellhai ist ovipar. Die hornigen Eikapseln sind relativ groß und grünlich-gelb gefärbt. Je nach Wassertemperatur schlüpfen die Junghaie nach 7,5 bis 19 Monaten mit einer Körperlänge von 13 bis 17 cm. Eine doppelte Zähnchenreihe auf dem Rücken hilft den Junghaien, die Eikapseln zu verlassen.

## Gefährdung
Laut IUCN zählen Störungen durch kommerzielle Fischerei sowie der Tod als Beifang zu den Hauptbedrohungen des Schwellhais. Bei einer Beurteilung im Jahr 2015, konnte zudem kein Populationstrend genannt werden. Eine Einstufung als gefährdet ist bisher nicht erfolgt.